# Laphria amabilis
Laphria amabilis är en tvåvingeart som beskrevs av Wulp 1872. Laphria amabilis ingår i släktet Laphria och familjen rovflugor. Inga underarter finns listade i Catalogue of Life.